# FK Korzo
Fudbalski Klub Korzo Prilep (makedonsky: ФК Корзо) byl severomakedonský fotbalový klub sídlící ve městě Prilep. Klub byl založen v roce 1972. V roce 2007 byl klub znovu obnoven. V červenci 2013 klubové vedení oznámilo spojení s FK Shkupi.